# Довех
Довех (арм. Դովեղ) — село на северо-востоке Тавушской области Армении.
Главой сельской общины является Аветик Дуринян.

## География
Село Довех находится вблизи армяно-азербайджанской границы, в 50 км к северо-востоку от райцентра — города Иджевана, на высоте 720 м над уровнем моря. Соседними населёнными пунктами являются Кохб, Бердаван, Барекамаван и город Ноемберян, а также азербайджанское село Кемерли.

## Население
Предки жителей деревни переселились сюда из Арцаха.
| Год         | 1873 | 1897 | 1926 | 1939 | 1959 | 1970 | 1979 | 1989 | 2001 | 2004 | 2008 |
| ----------- | ---- | ---- | ---- | ---- | ---- | ---- | ---- | ---- | ---- | ---- | ---- |
| Численность | 201  | 351  | 370  | 506  | 514  | 525  | 576  | 642  | 602  | 590  | 570  |

## Язык
В Довехе, как и во всей Тавушской области, разговаривают на иджеванском диалекте армянского языка, родственном карабахскому диалекту (так как основным населением Тавушской области являются выходцы из Арцаха в XVIII в.). Этот диалект характеризуется перестановкой ударения с последнего слога на предпоследний.

## Экономика
Население занимается скотоводством, полевыми работами и частично садоводством. В деревне имеются фельзитовые шахты.

## Памятники истории и культуры
В 4 км от села находится монастырский комплекс Святого Саргиса (XVI—XIX вв.), а в 6 км — поселение XVI—XVII веков «Ари Гех» (арм. Արի գեղ).